# Bodegisel
Bodogisel é um nobre francês da Austrásia, irmão do Duque Bobão e filho de Mumolino, conde de Soissons. Enviou uma embaixada a Constantinopla em 589, ele parou em Cartago, onde a população o massacrou. O seu irmão Babon é conhecido por ter também enviou uma embaixada a Constantinopla, em 585. Alguns historiadores acreditam que ele é o pai de Arnulfo de Metz e, portanto, o ancestral dos Arnulfianos e Carolíngios.